# Muzaim ibne Cacane
Muzaim ibne Cacane (em árabe: مزاحم بن خاقان‎; romaniz.: Muzahim ibn Khaqan; lit. Muzaim, filho de Cacane; m. 868) foi um comandante militar turco à serviço do Califado Abássida no século IX. Filho e irmão de oficiais influentes, começou sua carreira participando na campanha de Uacife, o Turco contra o Império Bizantino em 862, e então reprimiu uma revolta tribal na Jordânia no mesmo ano.
Em 865, com a eclosão da guerra civil entre os califas Almostaim (r. 862–866) e Almutaz (r. 866–869), participou inicialmente ao lado do primeiro, vindo a realizar campanha contra os rebeldes álidas em Cufa, no Iraque, mas acabou sendo convencido a mudar de posição após receber uma carta de Almutaz. Em 866, alegadamente foi enviado para Melitene, na fronteira bizantina, onde participou duma campanha contra os bizantinos.
Em 866, seria enviado como chefe dum exército ao Egito para ajudar o governador Iázide a combater a eclosão de vários focos rebeldes na província, o que consegue com parcial sucesso. Iázide é demitido no ano seguinte por não conseguir lidar com os problemas provinciais, e Muzaim é nomeado governador, posto que manteria até 868, quando falece.

## Vida

### Começo da carreira

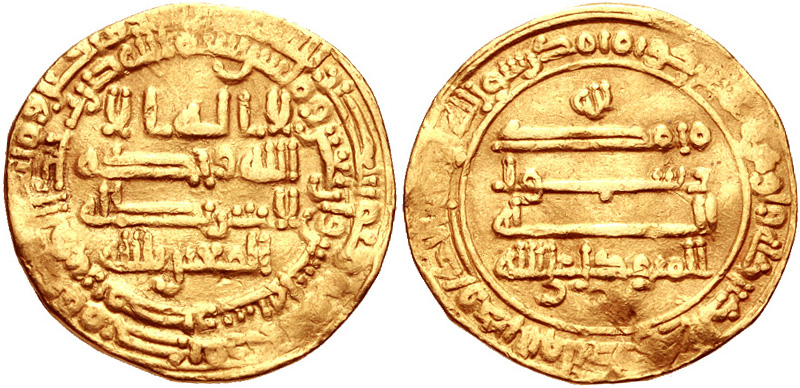
Dinar de ouro de Mutavaquil r.

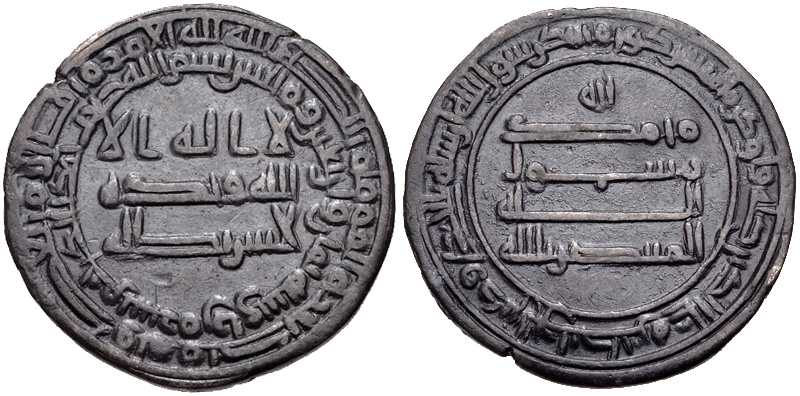
Dirrã de Almontacir r.

Muzaim foi o filho de Cacane Urtuje e irmão de Alfaite, que foram figuras influentes durante os califados de Almotácime (r. 833–842) e Mutavaquil (r. 847–861) respectivamente. Ele aparece pela primeira vez em 862, durante o reinado de Almontacir (r. 861–862), quando foi nomeado comandante da campanha de Uacife, o Turco contra os bizantinos. Sob o sucessor de Almontacir, Almostaim (r. 862–866), ele liderou um exército turco para suprimir uma revolta tribal na Jordânia após as autoridades locais provarem-se incapazes de derrotar os rebeldes.
Após a eclosão da guerra civil em 865 entre os califas rivais Almostaim (em Bagdá) e Almutaz (em Samarra), Muzaim inicialmente apoio o primeiro e fez seu caminho de Raca para Bagdá, onde foi recebido com honra. Pelos próximos vários meses, participou na defesa de Bagdá e foi ferido quando atingido por uma flecha.
No verão de 865, com a guerra civil ainda em curso, Almostaim enviou Muzaim para assegurar Cufa, que havia caído para rebeldes álidas. Muzaim derrotou-os e forçou os álidas a fugir; também ordenou a suas tropas que ateassem fogo em Cufa após encontrar resistência dentro da cidade.[a] Após reportar as notícias da conquista, Muzaim recebeu uma carta de Almutaz, instando-o a desertar Almostaim. Após discutir a proposta, Muzaim e alguns de seus soldados concordaram em mudar sua posição, e fizeram seu caminho para Samarra.
Após o fim da guerra civil em 866, que resultou na coroação de Almutaz como califa único (r. 866–869), Muzaim foi enviado para Melitene, na fronteira bizantina, e relatadamente partiu em campanha contra os bizantinos.

### Governo do Egito

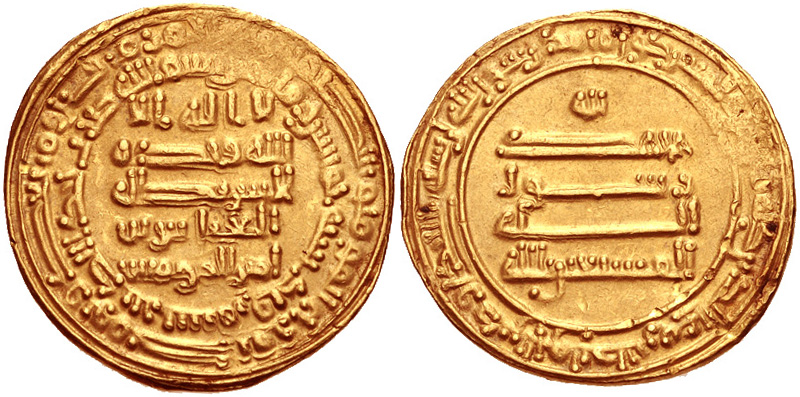
Dinar de ouro de Almostaim. r.

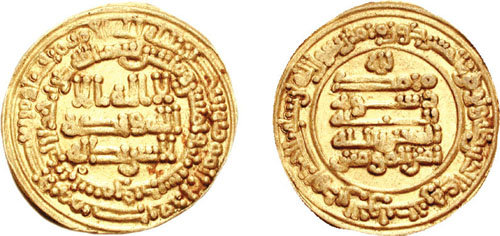
Dinar de ouro de Almutaz r.

Em agosto de 866, Muzaim chegou ao Egito com um exército para reforçar o governador da província Iázide, que estava tendo dificuldades para lidar com algumas revoltas, incluindo aquela de Jabir ibne Alualide. Após a chegada de Muzaim, Iázide e seus tenentes foram subsequentemente capazes de fazer progresso contra os rebeldes, mas foram incapazes de derrotá-los completamente, e em 867 Almutaz demitiu Iázide como governador e nomeou Muzaim em seu lugar.
Após a recepção de sua nomeação, Muzaim continuou com seu esforço para pacificar a província. Após debelar uma revolta de Haufe do Baixo Egito, Muzaim e seu chefe de segurança (xurta) Azjur, o Turco mudaram sua atenção para derrotar Jabir. Os meses subsequentes foram gastos em campanha contra o rebelde, e o último finalmente ansiou pela paz em agosto de 867; Muzaim, contudo, prendeu-o em Fostate e no ano seguinte Jabir foi enviado ao Iraque.
Segundo o historiador egípcio Alquindi, durante a administração de Muzaim seu tenente Azjur introduziu algumas práticas rituais que eram anteriormente estrangeiras ao Egito. Mulheres foram banidas de banhos e cemitérios, enquanto atores e rezadeiras foram presos e lamentações em funerais foram proscritos. A chamada para a oração seria realizada apenas pela parte traseira da mesquita; adoradores na mesquita deveriam situar-se em filas ordenadas e não eram permitidos levar almofadas. A recitação da basmala na mesquita durante orações foram proibidas, e durante o mês do Ramadã apenas cinco orações foram permitidas, em vez do costume egípcio de seis.
Muzaim morreu em 868, após contrair uma doença. Após sua morte, seu filho e sucessor designado Amade tomou o governo do Egito, porém viria exercer a função por poucos meses naquele ano, já que morreria de causas não relatadas.